# Diocesi di San Marcos de Arica
La diocesi di San Marcos de Arica (in latino Dioecesis Sancti Marci Aricensis) è una sede della Chiesa cattolica in Cile suffraganea dell'arcidiocesi di Antofagasta. Nel 2022 contava 172.380 battezzati su 255.380 abitanti. È retta dal vescovo Moisés Carlos Atisha Contreras.

## Territorio
La diocesi comprende la regione di Arica e Parinacota. È la diocesi più settentrionale del Cile.
Sede vescovile è la città di Arica, dove si trova la cattedrale di San Marco.
Il territorio si estende su 16.873 km² ed è suddiviso in 25 parrocchie, raggruppate in 4 decanati: Nord, Centro, Sud e Ande.

### Parrocchie
- Cattedrale di San Marco, Arica
- Cristo Fratello degli Uomini, Arica
- Cristo Salvatore, Arica
- Immacolata Concezione, Arica (Tierras Blancas)
- Gesù di Nazareth, Arica
- L'Annunciazione, Arica
- La Resurrezione, Arica
- Nostra Signora del Carmine, Arica
- Sacra Famiglia, Arica
- Sacro Cuore di Gesù, Arica
- Santo Stefano, Arica
- Sant'Ignazio di Loyola, Arica
- Sant'Ildefonso, Putre
- San Giovanni Bosco, Arica
- San Girolamo di Poconchile, Poconchile (Valle de Lluta)
- San Giuseppe Operaio, Chapiquiña
- San Martino di Tours, Codpa
- San Michele Arcangelo, Valle de Azapa
- San Paolo, Arica
- San Pietro, Arica
- Santa Croce, Arica
- Vergine de las Peñas, Arica
- Vergine del Carmelo, Belén

### Santuari
- Santuario Santa Teresita de Los Andes Las Maitas, km. 11 Valle Azapa
- Santuario Vergine di Las Peñas 72 km d'Arica

## Storia
La prima presenza della fede cattolica in Arica risale al 1536 quando un gruppo di frati domenicani che accompagnavano Diego de Almagro nella sua spedizione verso i territori del Cile, presero possesso di quel territorio e celebrarono la prima messa sui piedi del Morro (colle), nella celebrazione di San Marco Evangelista il giorno 25 aprile.
La prelatura territoriale di Arica fu eretta il 17 gennaio 1959 con la bolla Quibus a Deo di papa Giovanni XXIII, ricavandone il territorio dalla diocesi di Iquique.
Originariamente suffraganea dell'arcidiocesi di La Serena, il 28 giugno 1967 entrò a far parte della nuova provincia ecclesiastica dell'arcidiocesi di Antofagasta.
Il 29 agosto 1986 la prelatura territoriale è stata elevata a diocesi con la bolla Qua tenemur graviter di papa Giovanni Paolo II.
Il 12 ottobre 2011 ha assunto il nome attuale con il decreto Multum conferre della Congregazione per i vescovi.

## Cronotassi dei vescovi
Si omettono i periodi di sede vacante non superiori ai 2 anni o non storicamente accertati.
- Ramón Salas Valdés, S.I. † (8 ottobre 1963 - 15 maggio 1993 ritirato)
- Renato Hasche Sánchez, S.I. † (15 maggio 1993 - 24 aprile 2003 deceduto)
- Héctor Eduardo Vargas Bastidas, S.D.B. † (25 novembre 2003 - 14 maggio 2013 nominato vescovo di Temuco)
- Moisés Carlos Atisha Contreras, dal 21 novembre 2014

## Statistiche
La diocesi nel 2022 su una popolazione di 255.380 persone contava 172.380 battezzati, corrispondenti al 67,5% del totale.
| anno | popolazione | popolazione | popolazione | presbiteri | presbiteri | presbiteri | presbiteri                | diaconi | religiosi | religiosi | parrocchie |
| anno | battezzati  | totale      | %           | numero     | secolari   | regolari   | battezzati per presbitero | diaconi | uomini    | donne     | parrocchie |
| ---- | ----------- | ----------- | ----------- | ---------- | ---------- | ---------- | ------------------------- | ------- | --------- | --------- | ---------- |
| 1965 | 72.000      | 77.000      | 93,5        | 16         | 3          | 13         | 4.500                     |         | 15        | 25        | 9          |
| 1968 | 90.000      | 100.000     | 90,0        | 16         | 2          | 14         | 5.625                     |         | 14        | 26        | 6          |
| 1976 | 120.000     | 145.000     | 82,8        | 14         | 5          | 9          | 8.571                     | 5       | 9         | 19        | 19         |
| 1980 | 110.600     | 134.000     | 82,5        | 19         | 7          | 12         | 5.821                     | 7       | 12        | 25        | 21         |
| 1990 | 139.600     | 174.000     | 80,2        | 21         | 11         | 10         | 6.647                     | 7       | 10        | 24        | 27         |
| 1999 | 145.977     | 197.000     | 74,1        | 22         | 16         | 6          | 6.635                     | 8       | 6         | 19        | 22         |
| 2000 | 146.000     | 194.751     | 75,0        | 20         | 14         | 6          | 7.300                     | 8       | 6         | 19        | 22         |
| 2001 | 148.000     | 196.848     | 75,2        | 22         | 15         | 7          | 6.727                     | 6       | 7         | 23        | 22         |
| 2002 | 149.378     | 197.856     | 75,5        | 24         | 17         | 7          | 6.224                     | 7       | 7         | 21        | 23         |
| 2003 | ?           | 185.268     | ?           | 24         | 17         | 7          | ?                         | 12      | 8         | 21        | 23         |
| 2004 | 147.490     | 194.640     | 75,8        | 22         | 16         | 6          | 6.704                     | 12      | 7         | 21        | 23         |
| 2006 | 130.700     | 185.320     | 70,5        | 24         | 16         | 8          | 5.445                     | 12      | 8         | 22        | 22         |
| 2010 | 136.000     | 193.000     | 70,5        | 26         | 23         | 3          | 5.230                     | 12      | 3         | 21        | 22         |
| 2014 | 141.200     | 200.100     | 70,6        | 26         | 23         | 3          | 5.430                     | 12      | 5         | 18        | 22         |
| 2017 | 105.240     | 191.540     | 54,9        | 31         | 26         | 5          | 3.394                     | 27      | 5         | 18        | 23         |
| 2020 | 155.352     | 229.689     | 67,6        | 32         | 27         | 5          | 4.854                     | 24      | 5         | 19        | 24         |
| 2022 | 172.380     | 255.380     | 67,5        | 34         | 28         | 6          | 5.070                     | 23      | 7         | 10        | 25         |